# Ghazl El-Mahalla Football Club
Maillots
Dernière mise à jour : 7 juillet 2025.
Le Ghazl El-Mahalla Football Club (en arabe : نادي غزل المحلة لكرة القدم), plus couramment abrégé en Ghazl El-Mahalla, est un club égyptien de football fondé en 1936 et basé dans la ville d'El-Mahalla El-Kubra.

## Historique
Le club (qui signifie Textiles d'El-Mahalla en arabe) est fondé en 1936 et gagne son premier championnat en 1973. L'année suivante il parvient à se hisser jusqu'en finale de la Ligue des Champions, perdue contre l'équipe congolaise du CARA Brazzaville.
Le club est également à six reprises finaliste de la Coupe d'Égypte, et se classe troisième de la Ligue arabe en 1996 en Tunisie.

## Palmarès
| Compétitions nationales | Compétitions internationales                                |
| --- | ----------------------------------------------------------- |
| - Championnat d'Égypte (1) : - Champion : 1973. - Coupe d'Égypte : - Finaliste : 1974-75, 1978-79, 1985-86, 1992-93, 1994-95 et 2000-01. - Supercoupe d'Égypte : - Finaliste : 2001. | - Coupe des clubs champions africains : - Finaliste : 1974. |

## Anciens joueurs
(voir aussi Catégorie:Joueur de Ghazl El Mahallah)
- Wael Gomaa
- Saber Eid
- Mohamed Abdel-Shafy